# Rosa 'Susan Renaissance'
'Susan Renaissance' (el nombre del obtentor registrado de 'Poulen001'®, 'POUlsue'® ), es un cultivar de rosa que fue conseguido en Dinamarca en 1998 por el rosalista danés Poulsen.

## Descripción
'Susan Renaissance' es una rosa moderna cultivar arbusto de la serie 'Renaissance'® del grupo Floribunda.
El cultivar procede del cruce de parentales no revelados.
Las formas arbustivas del cultivar tienen porte erguido amplio y alcanza de 90 a 150 cm de alto y con 60 cm de ancho. Las hojas son de color verde oscuro y brillante.
Sus delicadas flores de color blanco o mezcla de blancos con el centro ligero color albaricoque. Fragancia fuerte. Rosa de diámetro grande de 4" 30 a 40 pétalos. La flor grande, muy plena más de 41 pétalos, aspecto de rosa antigua plana. En pequeños grupos, floración en cuartos. 
Florece en oleadas a lo largo de la temporada. Primavera o verano son las épocas de máxima floración, si se le hacen podas más tarde tiene después floraciones dispersas.

## Origen
El cultivar fue desarrollado en Dinamarca por el prolífico rosalista danés Poulsen, en 1998. 'Susan Renaissance' es una rosa híbrida diploide con ascendentes parentales no revelados.
El obtentor fue registrado bajo el nombre cultivar de 'Poulen001'®, 'POUlsue'® por Poulsen en 1998 y se le dio el nombre comercial de exhibición 'Susan Renaissance'™.
También se le reconoce por los sinónimos de 'Poulen001', 'POUlsue', 'Gettysburg' y 'Susan'.
La rosa fue conseguida por hibridación por " L. Pernille Olesen"/"Mogens Nyegaard Olesen" en Dinamarca antes de 1998, e introducida en el mercado danés en 2000 por Poulsen Roser A/S como 'Gettysburg'.

## Cultivo
Aunque las plantas están generalmente libres de enfermedades, es posible que sufran de punto negro en climas más húmedos o en situaciones donde la circulación de aire es limitada.
Las plantas toleran media sombra, a pesar de que se desarrollan mejor a pleno sol. En América del Norte son capaces de ser cultivadas en USDA Hardiness Zones 6b a 9b. La resistencia y la popularidad de la variedad han visto generalizado su uso en cultivos en todo el mundo.
Puede ser utilizado para las flores cortadas, o jardín. Vigorosa. En la poda de Primavera es conveniente retirar las cañas viejas y madera muerta o enferma y recortar cañas que se cruzan. En climas más cálidos, recortar las cañas que quedan en alrededor de un tercio. En las zonas más frías, probablemente hay que podar un poco más que eso. Requiere protección contra la congelación de las heladas invernales.